# Arij Sebastiaan Smits
Arij Sebastiaan Smits (Lekkerkerk, 9 mei 1819 – Dordrecht, 5 juli 1866) was een Nederlandse burgemeester.

## Leven en werk
Smits werd in 1819 in Lekkerkerk geboren als zoon van de schout en latere burgemeester van Lekkerkerk Jan Janszn Smits en Trijntje Zwijnenburg. In juni 1842 werd hij benoemd tot secretaris van de gemeenten Lekkerkerk en Zuidbroek, een functie die daarvoor door zijn vader werd gecombineerd met die van burgemeester. In mei 1850 volgde hij zijn - op 21 maart 1850 - overleden vader op als burgemeester van Lekkerkerk en Zuidbroek. In maart 1852 werd hij tevens burgemeester van de gemeente Ammerstol en van 's Heeraartsberg en Bergambacht. Per 1 januari 1856 kreeg Smits eervol ontslag als burgemeester van Ammerstol en van 's Heeraartsberg en Bergambacht. Hij werd als burgemeester van deze plaatsen opgevolgd door zijn zwager Pieter Johannes Smits. In oktober 1856 werd hij uit zijn functie als burgemeester van Lekkerkerk en Zuidbroek ontslagen.
Smits trouwde op 8 januari 1856 te Lekkerkerk met Jannigje Maria van der Bas. Hij overleed in juli 1866 op 47-jarige leeftijd in Dordrecht.